# بلسوم
بلسوم (به هلندی: Blessum) یک منطقهٔ مسکونی در هلند است که در منامرادیل واقع شده‌است. بلسوم ۸۹ نفر جمعیت دارد.